# Орбита (ТВ-сеть)
«Орби́та» — система космической радиосвязи, созданная на основе искусственных спутников Земли серии «Молния» для передачи, приёма и последующей ретрансляции программ Центрального телевидения, а также для двусторонней телефонной, телеграфной и фототелеграфной связи, охватывающая восточные районы СССР, позже — России и стран СНГ среднеазиатского региона. Система включала в себя сеть наземных станций под тем же наименованием — «Орбита».

## История
1 мая 1965 года был проведён эксперимент по ретрансляции программ Центрального телевидения (ЦТ) через высокоэллиптический спутник связи «Молния-1» на Дальний Восток. По спутниковой линии связи между Москвой и Владивостоком передавались также 60 телефонных каналов.
Для более широкого охвата телевещанием, а также многоканальной телефонной и телеграфной связью удалённых регионов в СССР приступили к строительству гигантской коллективной приёмной сети «Орбита». В 1967 году первые 20 станций «Орбита» были введены в эксплуатацию. Регулярную работу система «Орбита» начала 2 ноября 1967 года, с открытием первой очереди телевизионного комплекса в Останкино. Передачи предназначались для районов Крайнего Севера, Дальнего Востока и Средней Азии. Американские инженеры также пытались запустить подобную систему, но мощность ретрансляторов на их спутниках была всего 6—8 Вт, а на спутнике «Молния-1» — 40 Вт.
Первоначально в системе «Орбита» использовались спутники «Молния-1», сигнал передавался на частотах ниже 1 ГГц. На наземных станциях использовалась антенна с параболическим зеркалом диаметром 12 метров, установленная на опорно-поворотном устройстве и приводами перемещаемая по азимуту и углу места, сопровождая спутник. Последующие модификации (спутники «Молния-2») работали в рекомендованном международными стандартами диапазоне сантиметровых волн (на частотах около 6 ГГц в направлении от наземных станций к спутникам и 4 ГГц в обратном направлении), при этом на станциях использовалось то же параболическое зеркало, дополненное необходимыми антенными устройствами. Модернизированные станции получили название «Орбита-2» и начали внедряться с 1972 года, к концу 1986 года было построено около 100 станций.
С созданием системы «Орбита» телецентры во многих отдалённых пунктах страны получили возможность транслировать одну или две программы ЦТ. Удалённые районы получили возможность смотреть программу ЦТ, которая формировалась в Москве, а четыре её дубля, в зависимости от часовых поясов, в записи транслировались в соответствующую зону телевещания.
В 1970-х годах дубль Первой программы ЦТ (программа «Восток» с опережением московского времени на 2 часа) для республик Средней Азии, ряда областей Казахстана и Урала стал передаваться посредством наземных линий связи.
В дальнейшем в системе поясного телевещания стали использоваться космические аппараты с выведением на геостационарную орбиту — «Радуга», «Экран», «Горизонт», «Радуга-1», «Экспресс», «Радуга-1М».
В конце 1970-х годов дальнейшее наращивание числа наземных станций «Орбита» стало экономически неоправданным из-за их большой стоимости для пунктов с населением менее 100—200 тыс. человек. Большие малозаселённые районы Сибири, Крайнего Севера и части Дальнего Востока оставались вне зоны охвата телевещанием. Для удешевления наземных станций ещё в начале 1970-х годов началась разработка спутника «Экран», работавшего на частотах 714 и 754 МГц с мощностью передатчика до 300 Вт. Спутниковая система «Экран», заработавшая 26 октября 1976 года, позволяла принимать передачи ЦТ на сравнительно небольшие и недорогие приёмные станции и стала фактически первой в мире системой непосредственного спутникового вещания.

## Последующее развитие
Следующий этап развития систем спутникового ТВ-вещания связан с созданием системы «Москва», в которой технически устаревшие наземные станции «Орбита» с большими антеннами и большим энергопотреблением были заменены на малые станции — их разработка началась в 1974 году. Спутниковая система «Москва» обеспечивала применение на приёмной станции антенны с диаметром зеркала 2,5 метра без автоматического наведения. Система начала работу в 1979 году через спутник «Горизонт», расположенный на позиции 14° з. д., а затем в систему ввели спутники на позициях 53°, 80°, 90° и 140° в. д. Вследствие своей простоты и небольших размеров, станции системы «Москва» получили большое распространение — их было выпущено около 10 тысяч, разных модификаций.
На 2015 год трансляция «Первого канала» и телеканала «Россия-1» осуществлялась на пять вещательных зон с чётной разницей в часах по отношению к московскому времени (в скобках приведено приблизительное соответствие часовым зонам России):
- зона «А», +8 ч — Дальний Восток России (МСК+9, МСК+8);
- зона «Б», +6 ч — Дальний Восток и Восточная Сибирь (МСК+7, МСК+6);
- зона «В», +4 ч — Центральная и Западная Сибирь (МСК+5, МСК+4);
- зона «Г», +2 ч — Западная Сибирь и Урал (МСК+3, МСК+2);
- зона «М» — европейская часть России (МСК+1, МСК, МСК−1).

Для других телеканалов сдвиг дублей и их количество отличались. Так, «НТВ» и «Культура» имели дубли +2, +4 и +7 часов. Дубли по традиции назвались: «Орбита-1» (зона «А»), «Орбита-2» (зона «Б»), «Орбита-3» (зона «В»), «Орбита-4» (зона «Г»).
Разделение на зоны телевещания с разницей не 1 час, как это принято в системе часовых поясов, а на 2 часа сложилось на раннем этапе создания системы «Орбита» и было обусловлено экономическими причинами. Вследствие такого разделения сетка телевещания в некоторых регионах оказывалась сдвинутой по местному времени на 1 час (или на 2 часа) раньше или позже, что в ряде случаев создавало неудобства для просмотра популярных телепрограмм. Так, в 1981 году эти неудобства стали одной из причин провала попытки восстановления в регионах европейской части страны местного времени МСК+1, которое действовало там до 1960-х годов. В газетах отмечалось, что уточнение границ часовых поясов и новый порядок исчисления времени в них с осени 1981 года привели к нарушению привычного уклада жизни людей, особенно жителей 3-го часового пояса, привыкших к московскому времени, и: «Особенно в тех районах, где люди смотрели прямые телепередачи из столицы. Теперь они засиживались у телеприёмников на час позже против местного отсчёта времени. Отсюда — и многие письма с просьбой восстановить прежний порядок».
На 2015 год для доставки сигналов телевещания на всю территорию России использовались пять космических аппаратов серии «Экспресс» и «Ямал» с точками стояния на геостационарной орбите 40°, 55°, 90°, 103° и 140° в. д.

### Увеличение числа зон телевещания
С 1 февраля 2007 года телеканал «НТВ» запустил для жителей Сибири, как сказано на сайте, «пятую по счёту орбиту». Зрители Новосибирска, Барнаула, Томска, Омска и некоторых других городов (с местным временем, на 3 часа опережавшим на тот момент московское время) могли смотреть программы телеканала в те же часы по местному времени, что и москвичи.
Подобный эксперимент, но только для новогодних передач, в частности «Первого канала», во всех 11 часовых зонах был осуществлён в канун 2018 года.
В декабре 2018 года компания РТРС заявила о начале с 25 декабря цифровой эфирной трансляции временных дублей «Первого канала» во всех 11 часовых зонах России. Изменения относились к часовым зонам МСК−1, МСК+1, МСК+3, МСК+5, МСК+7, МСК+9. О запуске с 31 декабря 2018 года таких же шести новых дублей сообщил телеканал «Россия-1».

## Фильмы
- Молнии рождаются на земле. 2007, документальный, реж. Алевтина Кузовенкова.